# Gabriel Audran
Pour les articles homonymes, voir Audran.
Gabriel Audran, né en 1659 à Lyon et mort le 14 mars 1740 à Paris, est un peintre et sculpteur français des XVIIe et XVIIIe siècles.

## Biographie
Gabriel est le second fils des six enfants de Germain Audran et de Jeanne Cizeron. Il est inhumé le 15 mars 1740 à l'âge de quatre-vingt ans, à l'église Saint-Hippolyte en présence de sa famille.
À cet acte de décès est joint un billet de part paru dans le Bulletin de la Société de l'histoire de l'art français, accompagné d'une note de Jules Houdoy :

« Vous êtes priés d'assister au convoi et enterrement de Gabriel Audran décédé en l'ostel royal des Gobelins chez Monsieur son frère, graveur ordinaire du Roy, pensionnaire de sa Majesté et de son Académie royale de peinture et de sculpture, qui se fera aujourd'huy mardi, quinzième mars 1740, à six heures du soir, en l'église de Saint-Hippolyte, sa paroisse, où il sera inhumé. « Requiescat in pace » »

— Jules Houdoy, Bulletin de la Société de l'histoire de l'art français, janvier 1877, p. 99.
Il est actif à Paris, mais aucune de ses œuvres n'est désignée portant sa signature. Peut-être travaille-t-il sous un pseudo, inconnu à ce jour.